# Both Sides of the Gun
Both Sides of the Gun è un album di Ben Harper and The Innocent Criminals pubblicato nel 2006.

## Tracce
Ben Harper è autore di tutti i brani, tranne dove indicato
Disc 1
1. Morning Yearning - 4:09
2. Waiting for You - 3:34 - Harper, Ward
3. Picture in a Frame - 4:36 - Harper, Ward, Nelson, Charles, Yates, Mobley
4. Never Leave Lonely Alone - 2:51
5. Sweet Nothing Serenade - 2:44
6. Reason to Mourn - 4:26
7. More Than Sorry - 3:24 - Harper, Kalb
8. Cryin' Won't Help You Now - 2:35
9. Happy Everafter in Your Eyes - 2:31

Disc 2
1. Better Way - 3:58
2. Both Sides of the Gun - 2:44
3. Engraved Invitation - 2:55
4. Black Rain - 2:57 - Harper, Yates
5. Gather 'Round the Stone - 3:08
6. Please Don't Talk About Murder While I'm Eating - 2:34
7. Get It Like You Like It - 3:27
8. The Way You Found Me - 2:53
9. Serve Your Soul - 8:22

Disc 3 (solo Special Edition package)
1. Gather 'Round The Stone (Alternate Version Mix)
2. Reason To Mourn (Alternate Mix)
3. Get It Like You Like It (Live, acustica)
4. Waiting For You (Alternate Mix)
5. Morning Yearning (Alternate Mix)
6. Beloved One (Live)